# Буафл (Ивлен)
Буафл (фр. Bouafle) је насељено место у Француској у региону Париски регион, у департману Ивлен.
По подацима из 2011. године у општини је живело 2106 становника, а густина насељености је износила 304,34 становника/km².

## Демографија
| 1962. | 1968. | 1975. | 1982. | 1990. | 2011. |
| ----- | ----- | ----- | ----- | ----- | ----- |
| 1.340 | 1.731 | 2.104 | 2.094 | 2.013 | 2.106 |